# Даръа (мухафаза)
Даръа́ — (араб. مُحافظة درعة‎; устар. передача Деръа́) — одна из 14 мухафаз на юге Сирии. Административный центр — город Даръа. Другие крупные города — Нава, Тафас, Джасим, Эс-Санамайн. Площадь — 3730 км², население — 1 027 000 человек (2011 год).

## География
На западе граничит с израильскими Голанскими высотами, на севере с мухафазой Дамаск, на востоке с мухафазой Эс-Сувайда, на юге с Иорданией.

## Административное деление
Мухафаза разделена на 3 района:
| Район       | Административный центр | Карта |
| ----------- | ---------------------- | ----- |
| Эс-Санамайн | Эс-Санамайн            |       |
| Даръа       | Даръа                  |       |
| Изра        | Изра                   |       |